# Ferrovia Cotonou-Niamey
La ferrovia Cotonou-Niamey è una linea ferroviaria internazionale inaugurata nel 2014 e attualmente in costruzione che collegherà Cotonou, la città più popolosa del Benin con la capitale del Niger, Niamey.

## Storia
Nel 2012 nasce l'idea del progetto del gruppo del francese Vincent Bolloré per congiungere il Benin ad Abidjan (Costa d'Avorio) di 2.970 km di linee ferroviarie totali di cui 1.176 km di nuove linee e 1.796 di linee ammodernate che attraversa anche Niger, Burkina Faso, Togo e Nigeria. Il progetto chiamato Blueline ha un costo totale di 2-2,5 miliardi di euro.
Nel novembre 2013 è stata creata la società di costruzione della linea Cotonou-Niamey, formata per il 20% di capitale privato nigerino, per un altro 20% da capitale privato beninese, per il 10% dal governo nigerino e per il 10% dal governo beninese con un capitale sociale di 70 miliardi di franchi CFA, mentre il restante. 

## Avanzamento dei lavori
I lavori sono fermi in Niger a Dosso a 140 km dalla capitale, mentre in Benin arriva a Pakou, a 438 km da Cotonou.
La linea è stata ufficialmente inaugurata il 16 aprile 2014 con una cerimonia ufficiale nella nuova stazione di Niamey, dove erano presenti il presidente del Niger Mahamadou Issoufou, il presidente del Benin Yayi Boni e il presidente del gruppo Bollorè Vincent Bolloré. In Benin inoltre non è stato ancora completato un tratto nei pressi di Glazouè.

## Caratteristiche

### Percorso
| Head stop |

| Unknown route-map component "ABZgl" |

| Stop on track |

| Stop on track |

| Stop on track |

| Unknown route-map component "ABZgl" |

| Stop on track |

| Stop on track |

| Stop on track |

| Stop on track |

| Stop on track |

| Stop on track |

| Unknown route-map component "ABZgl" |

| Unknown route-map component "dWBRÜCKE" |

| Unknown route-map component "exHST" |

| Stop on track |

| Unknown route-map component "dWBRÜCKE" |

| Stop on track |

| Stop on track |

| Stop on track |

| Stop on track |

| Unknown route-map component "exHST" |

| Unknown route-map component "exHST" |

| Unknown route-map component "exHST" |

| Unknown route-map component "exHST" |

| Unknown route-map component "exhKRZWae+GRZq" |

| Unknown route-map component "exHST" |

| Stop on track |

| Unknown route-map component "dWBRÜCKE" |

| Stop on track |

| Stop on track |

| Stop on track |

| Stop on track |

| Stop on track |

| Stop on track |

| End station |